# Victor Orly
 (septembre 2019).
 (mars 2024).
Si vous disposez d'ouvrages ou d'articles de référence ou si vous connaissez des sites web de qualité traitant du thème abordé ici, merci de compléter l'article en donnant les références utiles à sa vérifiabilité et en les liant à la section « Notes et références ».
Pour les articles homonymes, voir Orly (homonymie).
Victor Orly de son nom civil Guennadi Grebniov est un artiste peintre ukrainien né le 20 février 1962 à Kirovohrad, URSS.

## Biographie
Guennadi Grebniov est né en 1962 à Kirovograd en URSS. Diplômé de l’école des beaux-arts de Kirovograd et de l’Institut pédagogique Pouchkine de Kirovograd. Depuis 2004, vit et travaille en France.
Il a commence à dessiner très tôt. À l’âge de trois ans, il fait ses premiers tableaux à l’envers de deux portraits à la maison. Élève, il est auteur et rédacteur des bandes dessinées exposées dans un cinéma local. À 16 ans, il obtient le grand prix au concours régional des affiches politiques.
Son parcours professionnel en tant que peintre commence en 1993. Quelques cycles philosophiques et symboliques sont créés à cette époque. Son œuvre a connu l’influence de Mikhaïl Vroubel, fondateur du symbolisme russe, et Nicolas Roerich, peintre-philosophe.
Au milieu des années 1990, il collabore avec des écrivains, éditeurs parmi lesquels se trouvent Volodymyr Pantchenko, historien de la littérature connu, professeur à l’Université nationale Académie Mohyla de Kiev, et Leonid Koutsenko, ethnographe régional, professeur à l’Université pédagogique de Kirovograd. Parmi les travaux de l’artiste on compte le design de la revue littéraire « Veja » et de quelques ouvrages traitant de l’ethnographie et de la littérature.
En 1996, il participe au concours du projet des Grandes Armoiries de l’Ukraine.
La formation de Guennadi Grebniov en tant que peintre confirmé, l’élaboration de sa manière artistique se sont déroulées sous l’influence de Sergueï Chapovalov, peintre émérite de l’Ukraine, que Guennadi Grebniov considère comme son mentor. Quant à ses professeurs spirituels, ce sont Claude Monet, Vincent Van Gogh et Pablo Picasso.
En 2004, il s’installe en France et travaille après avoir choisi Victor Orly pour nom d’artiste.
En France, l’œuvre du peintre a pris un nouvel élan. En une courte période, il crée plusieurs nouveaux tableaux, en s’exposant activement. Il participe aux salons des beaux-arts de prestige en France, au Canada, en Ukraine, en Chine. En 2013, il devient membre de l’Académie des beaux-arts Yuehua Guangdong à Canton en Chine.
Victor Orly adopte différents genres de la peinture : la nature morte, le paysage, l’art figuratif romantique et symbolique. Ses œuvres se distinguent par des idées créatrices audacieuses, une fine stylisation, une symbiose du réel et du fantastique, des coloris chatoyants.
L’expérience représente une partie importante de l’œuvre d’artiste, au niveau de la composition, des couleurs, des techniques. Victor Orly a élaboré son style, basé sur la combinaison des éléments de la peinture classique, symbolique et impressionniste. Il utilise l’huile sur toile, ainsi que les procédés de travail avec le couteau à palette. L’originalité de la composition, une riche gamme de couleurs, des détails non accentués sont propres à son style. Sa touche est large et énergique, souvent massive mais toujours légère, semi-transparente, pleine d’émotions et de sentiments. Pour ce procédé de travail, assez particulier, avec le couteau à palette on compare en Chine Victor Orly avec Li Xunhuan, maître du kung-fu.
Une partie considérable de paysages de Victor Orly est dédiée au thème de l’eau. Mer, rivière, lac, piscine, aquarium ou pluie… Des espaces maritimes, des baies, des ports, des bateaux classiques et modernes à voile, des lotus ou nénuphars, des reflets du soleil en sont les sujets principaux. L’artiste définit pour objectif principal de transmettre à l’eau, à travers la touche dense et souvent massive, la sensation d’une vive réalité, et aux reflets, une sensation de vibration.
Victor Orly travaille également dans d’autres domaines des arts plastiques. Il est auteur des panneaux décoratifs, des peintures murales, des céramiques. L’artiste a effectué la peinture décorative du restaurant ukrainien « Kortchma » à Marseille, a réalisé la restauration et la peinture de la chapelle Sainte Marie dans l’église de la Sainte Trinité à Marseille, a fait des peintures murales décoratives dans les villas particulières de la Riviera française.
C’est la Provence où vit actuellement l’artiste qui est le principal thème de son œuvre ces dernières années. Ses paysages, natures mortes, peintures figuratives reflètent la splendeur de la nature provençale originelle et la beauté des créations humaines de plusieurs siècles. Pour cette attention particulière à ce pays, pour la perception de son atmosphère unique, on appelle Victor Orly en France ambassadeur honoraire de Provence.
En 2008, l’artiste a été invité à présider le jury du Salon de Peintres à Nans-les-Pins.
Dans le cadre de la manifestation internationale « Marseille, capitale européenne de la culture 2013 », l’artiste a réalisé un projet créatif « Ma trace sur ma terre » achevé par la création d’une toile de peinture de 500 х 400 cm.
Les œuvres de Victor Orly se trouvent dans les collections des :
- Musée Tarass Chetchenko, Toronto, Canada[5]
- Musée régional des beaux-arts de Kirovograd, Ukraine
- Musée mémorial Osmiorkine à Kirovograd, Ukraine[2],[6]
- Musée régional des beaux-arts de Zaporijia, Ukraine
- Musée de l’héritage culturel Ling Nan, Chavan, Guangzhou, Chine[7]
- Académie des beaux-arts Yuehua Guangdong, Guangzhou, Chine[8]
- Académie des beaux-arts, Shantou, Chine

Les peintures de l’artiste se trouvent dans les collections privées en France, en Italie, en Allemagne, en Ukraine, en Russie, en Pologne, aux Pays-Bas, en Belgique, en Chine, au Canada et aux États-Unis.
Parmi les collectionneurs de l’œuvre de Victor Orly il y a beaucoup de personnalités : hommes politiques, hommes d’affaires, artistes connus.

## Les activités socioculturelles
L’artiste a été commissaire des expositions personnelles des peintres Serguiï Chapovalov et Andriï Lipatov, dans les galeries « Lada » et « Chedevr » à Kiev.
En 2005, il a fondé l’association artistique culturelle « Capitale » dont il est toujours président. Le travail de l’association consiste en réalisation des projets créatifs internationaux. En 2006, l’association a organisé l’exposition de Serge Moutarlier, céramiste français, dans la galerie « Lada » (Kiev, Ukraine). Durant 2007-2013, plusieurs manifestations en commun des peintres ukrainiens et français se sont déroulées en France, Ukraine et Chine.

## Récompenses
- Médaille de la ville Marseille, 2013
- Le Prix de la ville du Castellet, 2009
- 1er prix du Grand Prix de peinture du Castellet, 2007
- Médaille du Salon international de Nantes Façade Atlantique, 2006
- 1er prix de peinture du Salon « Autour de la pêche », 2005
- Le grand prix du concours régional des affiches politiques, 1978

## Expositions
Expositions personnelles récentes :
2013
- Galerie « La Maison Flotte », Sanary-sur-Mer, France
- « Passion des couleurs », Mairie de la ville Marseille, France
- Guangdong Yuehua Painting Académie, [[Guangzhou, Chine
- Shawan Expo For Intangible Culture, Shawan, Guangzhou]], Chine

2011
- Représentation Permanente de l’Ukraine auprès du Conseil de l’Europe, Strasbourg, France
- Mairie du Collèt-de-Dèze, France

2010
- Salle des Fêtes des Lices de la Mairie de Marseille, France
- Mairie de la ville Marseille France

2009
- Grand hall de l'Evêché, Autun, France
- IAE, Université Paul Cézanne Aix-Marseille III, France
- « Sous le soleil de Provenc e», L’Église «Les Réformés», Marseille, France

2005
- « Fête de mon Cœur », L’Église «Les Réformés», Marseille, France

2004
- Galerie « Imagier », Marseille, France

Expositions collectives récentes :
2013
- Art Shenzhen 2013, Shenzhen, Chine
- 18th Guangzhou International Art Fair, Guangzhou, Chine
- Seventh Dongguan Calligraphy and painting Collection Fair, Dongguan, Chine
- Shanghai Art Fair 2013, Shanghai, Chine
- Art Canton 2013, Canton, Chine
- Galerie « 1000 Art Zone », Guangzhou, Chine
- 3 Guangzhou Arts Trade Fair, Guangzhou, Chine
- «Symphonie des couleurs», Mairie de Marseille, France
- Fine Art Ukraine, Kiev, Ukraine

2012
- Shenzhen Art Fair 2012, Shenzhen, Chine
- Guangdong Yuehua Painting Académie, Guangzhou, Chine
- 17 Guangzhou International Art Salon, Guangzhou, Chine
- Art Canton 2012, Guangzhou, Chine
- Galeries Lafayette, Marseille, France
- Palais des Art, Marseille, France
- 15 Beijing Art Expo 2012, Beijing, Chine
- «La valse des capians», Bandol, France
- Art Shanghai, Shanghai, Chine
- Toronto Art Expo, Toronto, Canada
- Galerie «Art Passion», Saint-Paul-de-Vence, France

2011
- 16 Guangzhou International Art Salon, Guangzhou, Chine
- Art Canton 2011, Guangzhou, Chine
- Consulat d’Ukraine à Marseille, France
- Grand Marche D'art Contemporain, Paris, France
- "Route des Peintres", Saint-Rémy-de-Provence, France

2010
- Galerie "Princesse de Kiev", Nice, France
- "Carre V.I.P.", Shanghai, Chine

2009
- Grand Prix des Arts plastique de la ville de Draguignan, France
- Grand Prix de peinture du Castellet, France

2008
- Grand Prix des Pentures, Nans Les Pins, France – Président du juri, invité d'honneur
- Salon des artistes indépendants, Paris, France
- 23e Salon de peinture et sculpture, Les Pennes Mirabeau, France
- Salon «Femmes… je vous aime», Toulon, France

2007
- Salon Simon, Marseille, France
- Grand Prix des Arts plastique de la ville de Draguignan, France
- Grand Prix de peinture du Castellet, France
- « Les peintres du fantastique », Palais du Faros, Marseille, France
- Les petits formats de CARLI, Marseille, France
- Grand Salon de peinture et sculpture, Saint Zacharie, France
- 22e Salon de peinture et sculpture, Les Pennes Mirabeau, France

2006
- Salon Simon « La ville que j’aime », Marseille, France
- Salon International de Nantes, France
- Mairie de la ville Marseille, France
- Grand Prix de peinture du Castellet, France
- 1er Festival «Le Tarot du Panier», Marseille, France
- Galerie «Tuillier», Paris, France
- «Le Tarot», Marseille, France

2005
- Golf club « La Valentine », Marseille, France
- Mairie de la ville Septemes Les Vallons, France
- «Le Tarot», Marseille, France
- Galerie « Imagier », « Autour de la pêche », Marseille, France

2004
- Galerie « Imagier », « Fêtes et Traditions », Marseille, France